# Batitz
Batitz ist eine Wüstung auf dem linken Elbufer nordwestlich der amtsfreien Stadt Mühlberg/Elbe zwischen Lausa im Landkreis Elbe-Elster in Brandenburg und Sitzenroda im Freistaat Sachsen.

## Geschichte
Im Mittelalter gab es an der Stelle der heutigen Wüstung ein Vorwerk mit zugehöriger Siedlung, das den Namen Batitz, auch Boticz, Baytitz oder Patitz geschrieben, trug.
Das Vorwerk gehörte zur Pflege bzw. Herrschaft Mühlberg, die vom Kurfürsten Friedrich von Sachsen in einem in Torgau abgeschlossenen Vertrag vom 26. Februar 1443 von Hinko Birke von der Duba gegen dessen Familiensitz Hohnstein als böhmischen Lehen eingetauscht worden war. Seine Nachkommen wurden meist die Birken von der Duba genannt. Mühlberg war bereits 1370 vom Kaiser Karl IV. dem Königreich Böhmen einverleibt worden. Zur damaligen Zeit befand sich Batitz im Besitz von Heinrich von Köckeritz, der nun den Birken von der Duba unterstand. Durch den kinderlosen Tod des letzten männlichen Vertreters der Birken von der Duba zu Silvester 1519 fiel die Herrschaft Mühlberg mit Batitz wieder an die Wettiner zurück.
Herzog Georg von Sachsen belehnte die Gebrüder Melchior, Balthasar und Hans von Radestock im Jahre 1523 mit dem Vorwerk Batitz, so wie diese es von ihrem verstorbenen Vater George von Radestock vom Edlen Hans Birken von der Duba zu Lehn hatten.
Die Bewohner waren nach Lausa gepfarrt.
1554 erneuerte Kurfürst August von Sachsen diese Belehnung gegenüber den Gebrüdern Melchior und Balthasar von Radestock. Auf Bitte wurden auch deren Vetter Gelfart von Radestock und dessen Leibeserben mit Batitz mitbelehnt. 1559 war Batitz nur noch im Besitz des jüngeren Bruder Balthasar von Radestock, der immer mehr in finanzielle Schwierigkeiten geriet und zahlreiche Schulden machte. Letztendlich sah sich Balthasar von Radestock gezwungen, das ihm gehörige Vorwerk Batitz nebst Zubehör am 1. Mai 1564 an Kurfürst August von Sachsen für die Gesamtsumme von 16.000 Gulden zu verkaufen.
Kurfürst August ließ wenig später das Vorwerk und die dazugehörige Siedlung dem Erdboden gleichmachen, um das Gebiet besser für Jagdzwecke nutzen zu können. Noch Jahrzehnte später waren im Gelände Grundmauern der früheren Siedlung zu erkennen. Das Gebiet wurde noch im 19. Jahrhundert als Holzmark bezeichnet und forstwirtschaftlich genutzt.